# Chelonus improcerus
Chelonus improcerus är en stekelart som beskrevs av Mccomb 1968. Chelonus improcerus ingår i släktet Chelonus och familjen bracksteklar. Inga underarter finns listade i Catalogue of Life.